# Jan Kotrba
Jan Kotrba (3. června 1872 Týnec u Horažďovic – 10. července 1957) byl český a československý politik a meziválečný senátor Národního shromáždění ČSR za Československou živnostensko-obchodnickou stranu středostavovskou.

## Biografie
Povoláním byl mistrem pekařským v Praze a předsedou Zemské jednoty řemeslnických a živnostenských společenstev, bytem Praha II, Rumunská ulice 8, údaje z roku 1919 uvádějí jako bydliště Prahu II, Žitnou ulici 651.
V parlamentních volbách v roce 1920 získal senátorské křeslo v Národním shromáždění. Mandát obhájil v parlamentních volbách v roce 1925, parlamentních volbách v roce 1929 a parlamentních volbách v roce 1935. V senátu zasedal až do jeho zrušení v roce 1939. Ještě předtím, v prosinci 1938, přestoupil do senátorského klubu nově zřízené Strany národní jednoty.